# Армянское кладбище Пангальти
Армянское кладбище Пангальти находилось в квартале Стамбула Пангальти, около площади Таксим и изначально принадлежало армянскому госпиталю «Сурб Акоп» (Св. Яков). В 1930-х годах оно было разрушено и заменено зданиями «Диван Отель», «Хилтон Отель», «Хаятт Ридженси Отель», а также зданием радиостанции TRT.
Это кладбище считается самым большим немусульманским кладбищем в истории Стамбула.

## История
Кладбище Пангальти было построено в 1560 году, после того как в результате эпидемии армянская община в Константинополе обратилась к Султану Сулейману. Кладбище было увеличено в 1780 и обнесено стеной в 1853 году. Район Пера находился очень близко от кладбища и вспышка холеры в 1865 году заставила государство запретить захоронения на кладбище Пангальти и перевести их на армянское кладбище Сисли.
Кладбище Пангальти было полностью разрушено в 1930-х годах, а в 1939 году его мраморные надгробия были проданы и использованы для строительства фонтанов и лестниц парка Таксим-Гези. Другие части кладбища были использованы при строительстве площади Эминеню, которая, так же как и парк Гези, была спроектирована архитектором города Генри Простом.
Во время раскопок, проводимых для реставрации площади Таксим, были обнаружены 16 надгробных камней из армянского кладбища.

## Судебное дело
В 1932 Армянский патриарх в Константинополе Месроп Нароян подал судебный иск для возвращения территории кладбища, но муниципалитет Истамбула заявил, что после 1916 года армянский патриархат не является юридическим лицом, и следовательно не имел права на землю, несмотря на то, что он все ещё являлся армянским патриархом Константинополя в Кумпари, Истамбул. Патриархат признал, что у него нет достаточных прав на землю, но утверждал, что он в праве представлять кладбище от имени Армянской католической общины и Армянского госпиталя «Сурб Акоп». Комиссия по расследованию права собственности на территорию признала требования патриарха безосновательными, и право на землю оставила за муниципалитетом Истамбула и во владении третьих лиц.